# Aalenbach (Rosselbrunngraben)
Der Aalenbach ist ein linker Zufluss des Rosselbrunngrabens im Landkreis Miltenberg im bayerischen Spessart.

## Geographie

### Verlauf
Der Aalenbach entspringt   im Hollergrund, nördlich der Ruine Wildenstein, am Fuße der Agneshöhe auf einer Höhe von 300 m ü. NHN. Er fließt zunächst in nordwestliche Richtung durch den Hollergrund und mündet schließlich in Unteraulenbach auf einer Höhe von 190 m ü. NHN von links in den aus dem Osten heranziehenden Rosselbrunngraben.
Der etwa 2,1 km lange Lauf des Aalenbachs endet ungefähr 110 Höhenmeter unterhalb seiner Quelle, er hat somit ein mittleres Sohlgefälle von circa 52 ‰.

### Einzugsgebiet
Das etwa 2,1 km² große Einzugsgebiet des Aalenbachs liegt im Spessart und  wird durch ihn über den Rosselbrunngraben, die Elsava, den Main und den Rhein zur Nordsee entwässert.
Es grenzt
- im Osten und Südostenen an das Einzugsgebiet des Aubachs, der in die Elsava mündet
- im Süden an das des Elsavazuflusses Brunnfloßgraben
- und im Norden an das des Rosselbrunngrabens.

Die höchste Erhebung ist die Agneshöhe mit 513 m ü. NHN  im Osten des Einzugsgebiets.
Das Einzugsgebiet ist fast vollständig bewaldet und nur im Mündungsbereich besiedelt.

### Flusssystem Elsava
- Fließgewässer im Flusssystem Elsava